# 孙科公馆旧址 (南京)
孙科公馆旧址为孙科在中国江苏省南京市的住所，共四处，其中列入江苏省文物保护单位的一处位于玄武区紫金山南麓中山陵8号，又称延晖馆，今为融通旅发东苑宾馆。院内以带地下室的二层楼房为主体，另有警卫室、车库和停车场等，东南侧为开敞的庭院。该建筑建于1948年，由杨廷宝设计，陶馥记营造厂建造，采用钢筋混凝土结构和西方现代派建筑风格，平面呈不规则的多边形，入口位于北侧，底层为客厅、客房、餐厅和卫生间等，二层为卧室、书房和小厅等，有观点认为其设计受到了美国建筑师弗兰克·劳埃德·赖特有机建筑理念的影响，如客厅采用玻璃砖墙面，以获得明亮柔和的自然光线，屋顶设蓄水池，通过收集雨水保温隔热和防护屋面。1949年后相继作为刘伯承和许世友的住所，期间对庭院布置和室内陈设均改动较大，20世纪90年代改为宾馆。
另外三处则分别在中山北路254号（又称孙科楼，位于国民政府行政院旧址院内，今属南京政治学院）、鼓楼新村15号（今属南京大学）和武夷路7号（已无法确认）。